# Осадчук Юрій Вікторович
Юр́ій Ві́кторович Осадчу́к  (30 травня 1989, Кам'янка-Бузька — 15 жовтня 2022, Луганська область) — український військовик.
З першого ж дня повномасштабного вторгнення пішов записуватися добровольцем у військкомат. Не захотів бути зв'язківцем і отримав призначення навідником мінометного розрахунку. За дев'ять місяців блискуче проявив себе на службі та мав стати заступником командира. 15 жовтня під час виконання бойового завдання Юрій загинув разом ще з трьома побратимами.

## Життєпис
Юрій Осадчук народився у місті Кам'янка-Бузька на Львівщині. Його мама працювала вчителькою математики, а тато — інженером.
Навчання у школі давалося Юрі легко: і точні, і гуманітарні науки. Щоб вивчити вірш, йому було достатньо прочитати його перед уроком. «Я навіть не бачила, коли Юра вчиться. У нього завжди все виходило легко: швидко зробив — і побіг далі!» — додає Ольга Осадчук.
У 2002 році, коли Юрі було 13, він вступив до фізико-математичного ліцею у Львові, тож батьки вирішили переїхати до обласного центру, до того ж старша донька вже навчалася там в університеті. Спочатку жили учотирьох в невеликій однокімнатній квартирі.
У ліцеї Юрі дуже подобалася історія, він навіть думав продовжувати її вивчати далі. Але після дев'ятого класу 2004 року все-таки вступив до коледжу на спеціальність «Комп'ютерні системи і мережі».

## Сім'я
Саме у коледжі Юрій познайомився з майбутньою дружиною, вони вчилися у паралельних групах. На четвертому курсі Іра стала працювати у деканаті на чверть ставки, а Юра прийшов туди на практику. Наприкінці четвертого курсу вони почали зустрічатися — їм було по 17–18 років.
Юрій вступив до Львівської політехніки на спеціальність «Комп'ютерна інженерія», одночасно вже працював в IT-компанії. Ірина ж після коледжу зрозуміла, що хоче займатися чимось іншим, і вступила до Академії друкарства. За три роки Юра освідчився.

## Робота
Юрій рано почав працювати. У 17 років підробляв на футбольному полі — допомагав вкладати дерен між матчами. Потім поїхав на літо у Київ до однокласника, який навчався у КПІ. Вони прокладали у столиці мережі. Також попросив маму познайомити його з системним адміністратором школи, в якій вона працювала. У того були інші роботи, на яких Юра став йому допомагати. Потім Юра працював у медінституті, ще підробляв кілька днів на тиждень адміністратором у музеї.
Коли Юрій 2010 року вступив до вишу, його старша сестра вже працювала в ЕРАМ. Щойно там з'явилася вакансія тестувальника, він вирішив податися.
За шість років у ЕРАМ Юрій працював на двох проєктах. На перший прийшов як Middle Manual QA. На другому почав автомейтити. У 2016-му Юрій перейшов до N-iX на посаду Automation QA, а потім став РМ. Останні роки працював на одному з великих проєктів компанії для віртуального оператора Lebara.

## Дозвілля
Для Юрія було важливо розвиватися не тільки розумово, а й фізично. У восьмому класі школи він почав ходити до клубу тайського боксу, і це стало першим серйозним захопленням. Коли Юра потрапив до кола футбольних фанатів, через заняття тайським боксом йому дали прізвисько «Тай». Такий позивний закріпився за ним потім і в ЗСУ.
У 2013 році Антон Максимов (друг Юри, як фанат ФК «Карпати») заснував Академію бразильського джиу-джитсу та став там головним тренером, і Юрій був одним з перших, хто приєднався до академії і буквально після кількох місяців тренувань уже пішов на чемпіонат України та здобув медаль. Перша його золота медаль була потім на чемпіонаті області в Тернополі.

## Військова служба
Уранці 24 лютого Юрій вирушив до військкомату: Юра хотів у «вісімдесятку» — це десантно-штурмова бригада, але оскільки у нього не було військового досвіду, йому відмовили. Потім сказали, що візьмуть у 24-ту піхотну бригаду Короля Данила. Але там теж було забагато людей, тож його залишили у теробороні Львова.
Спочатку вони приїхали у село Парасковіївка, що північніше Бахмута. Батальйон заселився у школу, але навчені гірким досвідом інших підрозділів, що школи руйнують передусім, спали в полі. Там їм  видали міномети. Вони швидко вчилися. Пізніше Юрій та його побратим Михайло їздили на полігон інструкторами, навчали 8-й полк спецназу, всі батальйони своєї бригади, працювали з іноземним легіоном. Буквально за місяць-два Юрія зробили старшим навідником і старшим солдатом. Третім у розрахунку Юрія та Михайла поставили Андрія Висоцького. У їхньому розрахунку він був і водій, і заряджаючий. Їх мало бути п'ятеро, але вони зрозуміли, що справляються втрьох, тож щоб не наражати зайвих.

## Смерть
Після повернення з відпустки Юрій дізнався, що його командир Павло йде з армії через хворобу новонародженої дитини. Після його звільнення стати заступником командира мав Юра.
За час служби Юрій з побратимами неодноразово потрапляли у ризикові ситуації. Біля них падала 120-мм міна, кілька разів горіли всі їхні речі. У десятих числах жовтня вони були на завданні у районі Сватова.
Після повернення із завдання Юрій поїхав з командиром шукати нові позиції. Вони знайшли місце, усе відмітили на мапі, познайомилися з аеророзвідниками, які працювали поруч. Вирішили, що Юра візьме хлопців, вони підготують позицію та будуть працювати по команді, серед них був ще оди фанат ФК «Карпати» — Ростик «Дрогобич».
На завдання вони поїхали вп'ятьох — підірвалися на міні, вижив лише Андрій.

## Нагороди
- Орден «За мужність» ІІІ ступеня (2 червня 2023, посмертно) — за особисту мужність, виявлену у захисті державного суверенітету та територіальної цілісності України, самовіддане виконання військового обов'язку[5]

## Про Юрія
Ігор Петрович, друг:
«Юру дуже любив і любить його похресник. Попри то, що Юра воював, він мав час купувати подарунки малому. Юра загинув буквально за тиждень до дня народження мого сина, і вже подарунок, який він купив, вручила Іра — і він дорожить останнім дарунком хрещеного. Юра лишив такий слід у похреснику, що він регулярно малює йому малюночки, просить, щоб ми їздили до Юри на Марсове поле.
Таких людей, як Юра, мало, я б сказав одиниці. Він ніколи не засуджував, підтримував. Любив життя та старався робити його яскравим, любив досліджувати світ. Він був доброю, відвертою і справедливою людиною».
Андрій Висоцький, побратим:
«Юра був дуже сміливим, справжній друг і справжній воїн. Він був дуже працьовитий, бо війна не є такою, як нам її показують на YouTube — ти 90 % часу копаєш, а 10 % — воюєш. Юра красивий, спортивний і розумний. Коли він щось пообіцяв, то зробить, навіть якщо йому це не вигідно, все одно дотримає слово. Я завжди ставив його в приклад: людина, яка твердо стояла на ногах, мала роботу, прекрасну сім'ю, можливості виїхати, не виїхала і пішла воювати».
Павло «Шанхай», командир:
«Я його знав лише вісім місяців, але ми з ним жили в одній хаті, їли з однієї тарілки, спали в одному окопі. Я його полюбив як людину, як друга, мені сильно його бракує. Я багато чого в нього навчився, зокрема незламності духу. Його запал, впертість у житті — хотілося б бути на нього схожим… Мало в кого є такий внутрішній стрижень».
Для Юрія Осадчука був дуже важливий рух уперед. Уже після його смерті Ірина знайшла нотатки, де він писав про страх досягти своєї межі, зрозуміти, що це вона, та зупинитися. А ще писав, що погано помирати, знаючи, що не спробував її досягнути. Такого про самого Юрія не може сказати ніхто.
Нині мрії та цілі Юрія продовжують своє життя у діях його близьких. Так, кілька років тому Юрій дізнався, що в УКУ є можливість оплатити стипендію для одного зі студентів, і загорівся ідеєю допомогти іншій людині в розвитку. Цей задум тепер збираються втілити дружина та друзі Юрія — хочуть заснувати іменну стипендію пам'яті героя.